# اسلاملو (اشنویه)
اسلاملو (اشنویه)، روستایی از توابع بخش مرکزی شهرستان اشنویه در استان آذربایجان غربی ایران است.

## جمعیت
این روستا در دهستان دشت بیل قرار دارد و براساس سرشماری مرکز آمار ایران در سال ۱۳۸۵، جمعیت آن ۴۳۱ نفر (۸۰خانوار) بوده‌است.